# Stanislav Baretsky
 (février 2021).
La mise en forme du texte ne suit pas les recommandations de Wikipédia : il faut le « wikifier ».
Les points d'amélioration suivants sont les cas les plus fréquents. Le détail des points à revoir est peut-être précisé sur la page de discussion.
- Les titres sont pré-formatés par le logiciel. Ils ne sont ni en capitales, ni en gras.
- Le texte ne doit pas être écrit en capitales (les noms de famille non plus), ni en gras, ni en italique, ni en « petit »…
- Le gras n'est utilisé que pour surligner le titre de l'article dans l'introduction, une seule fois.
- L'italique est rarement utilisé : mots en langue étrangère, titres d'œuvres, noms de bateaux, etc.
- Les citations ne sont pas en italique mais en corps de texte normal. Elles sont entourées par des guillemets français : « et ».
- Les listes à puces sont à éviter, des paragraphes rédigés étant largement préférés. Les tableaux sont à réserver à la présentation de données structurées (résultats, etc.).
- Les appels de note de bas de page (petits chiffres en exposant, introduits par l'outil «  Source ») sont à placer entre la fin de phrase et le point final[comme ça].
- Les liens internes (vers d'autres articles de Wikipédia) sont à choisir avec parcimonie. Créez des liens vers des articles approfondissant le sujet. Les termes génériques sans rapport avec le sujet sont à éviter, ainsi que les répétitions de liens vers un même terme.
- Les liens externes sont à placer uniquement dans une section « Liens externes », à la fin de l'article. Ces liens sont à choisir avec parcimonie suivant les règles définies. Si un lien sert de source à l'article, son insertion dans le texte est à faire par les notes de bas de page.
- La présentation des références doit suivre les conventions bibliographiques. Il est recommandé d'utiliser les modèles {{Ouvrage}}, {{Chapitre}}, {{Article}}, {{Lien web}} et/ou {{Bibliographie}}. Le mode d'édition visuel peut mettre en forme automatiquement les références.
- Insérer une infobox (cadre d'informations à droite) n'est pas obligatoire pour parachever la mise en page.

Pour une aide détaillée, merci de consulter Aide:Wikification.
Si vous pensez que ces points ont été résolus, vous pouvez retirer ce bandeau et améliorer la mise en forme d'un autre article.
Stanislav Baretsky, né le 8 mars 1972 à Lomonossov (RSFS de Russie, Union soviétique), est un chanteur et poète russe. Considéré comme un des derniers bandits des années 90 en Russie, il est surtout connu pour son fort tempérament. 

## Biographie
Baretsky a travaillé comme fossoyeur et agent de sécurité dans les années 1990. Dirigeant plus tard sans succès un café et un marché. Il a écrit de la poésie quand il était jeune. En 2002, il a fait des chansons basées sur ce travail. Entre 2003 et 2004, il a enregistré deux albums solo, Цензура ("Censure") et Цензура-2 ("Censure-2"). Aucun de ces albums n'a fait la célébrité de Baretsky,. 
En 2004, il a travaillé avec le groupe nommé EU. Ils ont sorti un album en 2005, Электронщина (Elektronschina) avec un pochoir de son visage sur la couverture. Il s'est produit lors de concerts avec l'UE à Moscou et à Saint-Pétersbourg. Il a ensuite travaillé avec le groupe Leningrad, écrivant les paroles d'une chanson.  
Baretsky est surtout connu pour ses positions agressives et anti-occidentales. Il provoque fréquemment des combats dans des émissions de télévision et des interviews à la radio, étant parfois invité spécifiquement à causer des ennuis. Baretsky est vocalement anti-important et anti tout ce qu'il juge capitaliste. Il attire souvent une foule pour le voir faire ces déclarations. En 2015, Baretsky a conduit sa BMW dans un champ et l'a brûlée pour promouvoir l'industrie russe. Il annonce que tous les biens importés sont mauvais et doivent être détruits. Il brûle ensuite sa BMW et s'enfuit dans une Lada Kalina de fabrication russe. Baretsky est également connu pour mordre dans des canettes de bière et les tordre, pulvérisant ceux qui l'entourent. 
Stas est également administrateur dans une agence funéraire. Selon ses dires, le premier endroit qu'il visite dans une ville est le cimetière.  

## Création
Il a commencé à écrire de la poésie à l'âge de 14 ans, et ce n'est qu'en 2002 qu'il a décidé d'écrire des chansons basées sur ses poèmes. 
 « En général, je n'ai jamais eu l'intention d'écrire des chansons. Et puis nous avons parlé en quelque sorte avec un ami ingénieur du son, Kolya. J'écris de la poésie depuis l'âge de quatorze ans, mais je ne l'ai jamais montrée à personne. Il dit : "Essayons d'enregistrer". - "Et qui va chanter ?" - "Oui, tu chanteras". Je suis allé au microphone, j'ai donné quelque chose... Au cours de la soirée, nous avons enregistré deux chansons. Et Kolya avait jarretière sur Radio Chanson. Et bam, j'écoute en quelque sorte la radio Chanson, et il y a ma chanson. J'étais juste choqué".   
 Entre 2003 et 2004, il a enregistré deux albums solo publiés sur le label trap : « Censorship » et « Censorship-2 ». Certaines des chansons étaient à la radio "Petrograd - Russian Chanson". 
En 2004, son travail intéresse un duo électronique "Christmas tree toys", situé dans la même ville. Ils l'ont invité à enregistrer un album et à donner des concerts dans des clubs. L'album "Electronschina" est devenu l'un des événements musicaux les plus marquants de 2005. Début 2006, Baretsky a eu plusieurs représentations réussies en Ukraine avec d'autres musiciens de la collection « Forbidden Variety » à l'exception de « Christmas Tree Toys », y compris avec 2H Company ; à Kiev, l'entrée du concert a dû être fermée lorsque 600 personnes se sont rassemblées. Le 7 mars 2006, Barets s'est produit au club moscovite « Ikra » après la présentation de l'album YOI « Warm Math » (« Warm Mathematics ») et une performance de 2H Company ;  certains auditeurs ont quitté la pièce.  
Stas Baretsky m'a fait une impression indélébile. Je crois que c'est le Viktor Tsoi de notre temps. Et il tient le microphone, comme Tsoi - bloquant légèrement la partie inférieure du visage avec son coude et levant fièrement le menton. Hokku man!
— Gleb Davydov.
En plus des concerts avec Christmas tree toys à Moscou et à Saint-Pétersbourg, Stas a rejoint le concert du groupe de Leningrad, a écrit les paroles des chansons Sky Heaven et Credit pour l'album Bread. Selon Baretsky, il ne parle plus avec Leningrad, car il n'appelle pas Cords, mais il ne veut pas demander. Alors qu'avec Christmas tree toys, il estime qu'"ils n'étaient pas d'accord sur les personnages en termes de musique", car les musiciens du groupe préfèrent se lancer dans des expériences créatives, et Baretsky a jugé "stupide de faire du turbochanson et de monter dans des clubs".  

### Brother 3
En 2019, il a annoncé son désir de réaliser le film " Brother 3 ". 

## Discographie
- Цензура - Censure - 2003
- Цензура-2 - Censure-2 - 2004
- Электронщина - Elektronschina - 2005 (avec UE (groupe) )
- Тут по ящику нам дали (Tut po jaŝiku nam dali, avec Andrei Erofeev) (non officiellement publié)
- Романтик Блядь Коллекшн - Collection de baise romantique - 2011
- Дискотека - Discoteca - 2013
- Девяностые - Années 90 - 2014
- Умереть за попсу! (Umeret' za popsu) - 2015
- Нулевые (Nulevye) - 2015
- Малиновый пиджак (Malinovyj pidžak) - 2015
- Турбодискотека (Turbodiskoteka) - 2015

## Filmographie
- 2-Асса-2 2009
- Жесть Миллионов - Zhest Million - 2010
- Шапито-шоу - Salon de la tente - 2011
- Литейный - Casting - 2011
- Give Me Your Money - Little Big - 2015
- Brother 3 -2020